# Wereldkampioenschappen schermen 2002
De 50ste wereldkampioenschappen schermen werden gehouden in Lissabon, Portugal in 2002. De organisatie lag in de handen van de FIE.

## Resultaten

### Mannen
| Discipline         | Goud                                                                     | Goud | Zilver                                                           | Zilver | Brons                                                                      | Brons   |
| ------------------ | ------------------------------------------------------------------------ | ---- | ---------------------------------------------------------------- | ------ | -------------------------------------------------------------------------- | ------- |
| Floret individueel | Simone Vanni                                                             | ITA  | André Weßels                                                     | GER    | Piotr Kiełpikowski Wu Hanxiong                                             | POL CHN |
| Degen individueel  | Pavel Kolobkov                                                           | RUS  | Fabrice Jeannet                                                  | FRA    | Gu Gyo-dong Vitali Zacharov                                                | KOR BLR |
| Sabel individueel  | Stanislav Pozdnjakov                                                     | RUS  | Julien Pillet                                                    | FRA    | Mihai Covaliu Luigi Tarantino                                              | ROU ITA |
| Floret ploegen     | Ralf Bißdorf Peter Joppich Lars Schache André Weßels                     | GER  | Loïc Attely Franck Boidin Jean-Noël Ferrari Brice Guyart         | FRA    | Luis Caplliure Javier García Delgado José Francisco Guerra Javier Menéndez | ESP     |
| Degen ploegen      | Benoît Janvier Fabrice Jeannet Jean-Michel Lucenay Hugues Obry           | FRA  | Pavel Kolobkov Sergej Kotsjetkov Aleksej Selin Vjatsjeslav Selin | RUS    | Gu Gyo-dong Kim Jeong-gwan Lee Sang-yeop Yang Roy-sung                     | KOR     |
| Sabel ploegen      | Aleksej Djatsjenko Aleksej Frossin Stanislav Pozdnjakov Sergej Tsjarikov | RUS  | Giacomo Guidi Aldo Montano Giampiero Pastore Luigi Tarantino     | ITA    | Dennis Bauer Michael Herm Harald Stehr Alexander Weber                     | GER     |

### Vrouwen
| Discipline         | Goud                                                                 | Goud | Zilver                                                                    | Zilver | Brons                                                                 | Brons   |
| ------------------ | -------------------------------------------------------------------- | ---- | ------------------------------------------------------------------------- | ------ | --------------------------------------------------------------------- | ------- |
| Floret individueel | Svetlana Bojko                                                       | RUS  | Jekaterina Joesjeva                                                       | RUS    | Edina Knapek Aida Mohamed                                             | HUN     |
| Degen individueel  | Nam Hyun-hee                                                         | KOR  | Imke Duplitzer                                                            | GER    | Ana Maria Brânză Britta Heidemann                                     | ROU GER |
| Sabel individueel  | Tan Xue                                                              | CHN  | Jelena Zjemajeva                                                          | AZE    | Jelena Netsjajeva Cécile Argiolas                                     | RUS FRA |
| Floret ploegen     | Svetlana Bojko Joelia Chakimova Jekaterina Joesjeva Olga Lobyntseva  | RUS  | Sylwia Gruchała Magdalena Mroczkiewicz Anna Rybicka Małgorzata Wojtkowiak | POL    | Laura Badea-Cârlescu Zsofia Lazăr-Szabo Roxana Scarlat Cristina Stahl | ROU     |
| Degen ploegen      | Adrienn Hormay Hajnalka Kiraly Hajnalka Tóth                         | HUN  | Olga Aleksejeva Irina Embrich Heidi Rohi Maarika Võsu                     | EST    | Li Na Luo Xiaojuan Shen Weiwei Zhong Weiping                          | CHN     |
| Sabel ploegen      | Irina Bazjenova Margarita Joekova Natalja Makejeva Jelena Netsjajeva | RUS  | Edina Csaba Annamaria Nagy Orsolya Nagy Gabriella Sznopek                 | HUN    | Jelena Amirova Zjanna Sjoekajeva Anzjela Volkova Jelena Zjemajeva     | AZE     |

## Medaillespiegel
| Plaats | Land         | Goud | Zilver | Brons | Totaal |
| 1      | Rusland      | 6    | 2      | 1     | 9      |
| 2      | Frankrijk    | 1    | 3      | 1     | 5      |
| 3      | Duitsland    | 1    | 2      | 2     | 5      |
| 4      | Hongarije    | 1    | 1      | 2     | 4      |
| 5      | Italië       | 1    | 1      | 1     | 3      |
| 6      | China        | 1    | 0      | 2     | 3      |
| 6      | Zuid-Korea   | 1    | 0      | 2     | 3      |
| 8      | Azerbeidzjan | 0    | 1      | 1     | 2      |
| 8      | Polen        | 0    | 1      | 1     | 2      |
| 10     | Estland      | 0    | 1      | 0     | 1      |
| 11     | Roemenië     | 0    | 0      | 3     | 3      |
| 12     | Spanje       | 0    | 0      | 1     | 1      |
| 12     | Wit-Rusland  | 0    | 0      | 1     | 1      |
| Totaal | Totaal       | 12   | 12     | 18    | 42     |

1937 · 1938 · 1947 · 1948 · 1949 · 1950 · 1951 · 1952 · 1953 · 1954 · 1955 · 1956 · 1957 · 1958 · 1959 · 1961 · 1962 · 1963 · 1965 · 1966 · 1967 · 1969 · 1970 · 1971 · 1973 · 1974 · 1975 · 1977 · 1978 · 1979 · 1981 · 1982 · 1983 · 1985 · 1986 · 1987 · 1988 · 1989 · 1990 · 1991 · 1992 · 1993 · 1994 · 1995 · 1997 · 1998 · 1999 · 2000 · 2001 · 2002 · 2003 · 2004 · 2005 · 2006 · 2007 · 2008 · 2009 · 2010 · 2011 · 2012 · 2013 · 2014 · 2015 · 2016 · 2017 · 2018 · 2019 · 2022 · 2023